# تپه چیامهره
تپه چیامهره مربوط به دوران پیش از تاریخ ایران باستان تا دوران‌های تاریخی پس از اسلام است و در شهرستان دلفان، بخش کاکاوند، روستای پشت تنگ دوستعلی واقع شده و این اثر در تاریخ ۲۳ شهریور ۱۳۸۲ با شمارهٔ ثبت ۱۰۰۱۱ به‌عنوان یکی از آثار ملی ایران به ثبت رسیده است.